# Banyan (indumento)

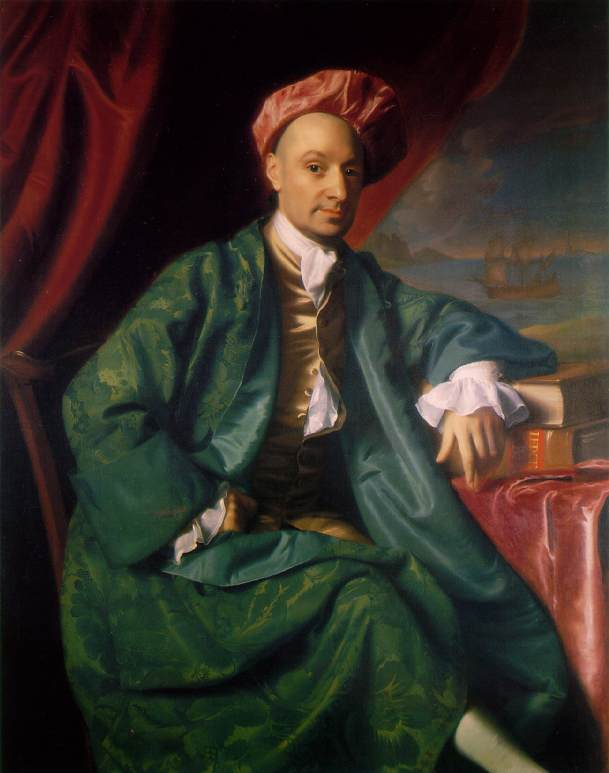
Ritratto di Ward Nicholas Boylston (1767) di John Singleton Copley

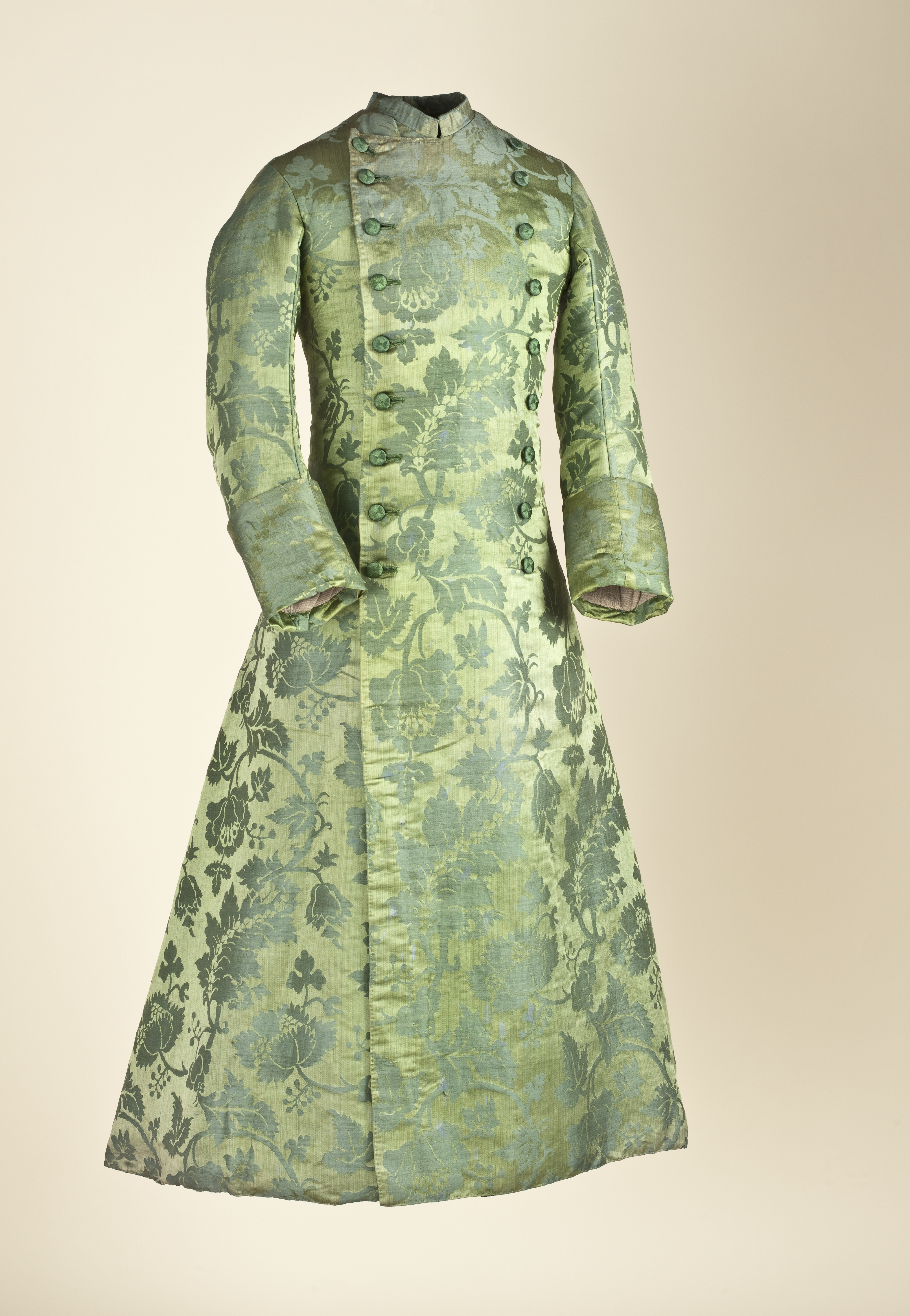
Banyan (ca. 1750-1760)

Un banyan è un tipo di soprabito diffuso in Europa tra il Settecento e Ottocento.

## Descrizione
Il banyan è un abito unisex, informale e casalingo che ha l'aspetto di una larga vestaglia a "T" in cotone, lino o seta lunga fino al pavimento o, in altri casi, fino alle ginocchia. Esistono anche dei banyan invernali trapuntati. In altre circostanze, si presenta come una sorta di cappotto aderente con maniche a giro ed è chiuso con bottoni e asole. La vestaglia veniva indossata sopra la camicia e i calzoni; gli uomini lo abbinavano a volte a un berretto simile a un turbante al posto della parrucca.

## Storia
Il banyan è ispirato ai kimono, che vennero scoperti nel continente europeo grazie alla Compagnia olandese delle Indie orientali durante la metà del XVII secolo. Le donne europee indossavano i banyan nel XVIII secolo al mattino prima di uscire o la sera prima di andare a letto sopra i capi intimi. Gli uomini con inclinazioni intellettuali o filosofiche si facevano ritrarre mentre indossavano tali abiti.  Benjamin Rush scrisse:
 Negli anni ottanta del Settecento, a Londra, il vestito veniva indossato dai gentiluomini anche all'aperto.